# Хемијски акцидент код Пирота (2022)
Хемијски акцидент код Пирота је догађај у којем је дошло до изливања амонијака из цистерне теретног воза у близини села Станичење у околини града Пирота. Воз је је превозио амонијак 25. децембра 2022. године, пругом Димитровград—Ниш, када је у 16.45 часова, услед исклизнућа композиције дошло до превртања четири вагона. Том приликом исцурело је око 35 тона амонијака.

## Узроци и околности
Дана 25.12.2022. године у 16.45 у km 67+244 магистралне пруге 106: Ниш - Димитровград, између укрснице Станичење и станице Пирот, дошло је до исклизнућа воза број 45010. Из састава воза исклизло је укупно шест кола серије товарених амонијаком. Дошло је до цурења 34,66 t амонијака.
Теретни воз који је превозио гас амонијак, путовао је из Бугарске, одакле превози сировину за погоне у Прахову и Шапцу. Сама сировина је у власништву предузећа „Еликсир група”, чија су постројења за прераду у Шапцу и Прахову.
Амонијак је отрован гас, који се користи у индустрији за добијање азотне киселине, као и ђубрива, боја и лекова. Уколико амонијак дође у додир са водом настаје хемијско једињење амонијум-хидроксид које је веома опасно за живи свет водених екосистема (реке, језера и др). Приликом транспорта у цистернама, амонијак је у течном стању. Када дође у контакт са ваздухом, прелази у гасовито стање. Код људи и животиња може изазивати пецкање и свраб.
Директни и непосредни узрок озбиљне несреће је размицање шина под дејством оптерећења и упадање унутрашњег точка у колосек у кривини. До упадања је дошло због недостајућег или лабавог причврсног прибора на више узастопних прагова, трулих или испуцалих прагова у комбинацији са геометријским параметрима колосека изнад границе хитне интервенције.

## Последице
Након изливања хемијске супстанце дошло је до реакције и формирања белог облака (водене паре) који је прекрио простор око саме несреће и делове Пирота. Проглашено је ванредно стање и саветовано је грађанима да не напуштају своје домове. Због потенцијалног тровања испарењима хоспитализовано је преко 50 људи. Две особе су преминуле од последица тровања гасом — турски држављанин, возач камиона и српски држављанин из села Сопот крај Пирота.
| Статус          | Путници | Железнички радници | Трећа лица | Укупно |
| --------------- | ------- | ------------------ | ---------- | ------ |
| Усмрћени        | -       | -                  | 2          | 2      |
| Теже повређени  | -       | -                  | 9          | 9      |
| Лакше повређени | -       | -                  | 52         | 52     |

Ванредно стање проглашено је 25. децембра на делу територије Града Пирота, која обухвата градско насеље Пирот и атаре села Црноклиште, Станичење, Црвенчево и Сопот. На подручју села Станичење, 26. децембра је обустављено снабдевање пијаћом водом у циљу превенције услед изливања амонијака. Настава у школама и вртићима на територији града Пирота, била је прекинута од понедељка 26. децембра до среде 28. децембра и прешло се на наставу на даљину. У погону фабрике гума Тигар, обустављена је производња 25. децембра у циљу превенције и заштите радника. 
Друмски саобраћај на деоници аутопута А4, између Пирота и Беле Паланке је био обустављен у периоду од 25. до 28. децембра, а железнички саобраћај на пружи Ниш—Димитровград је у потпуности обустављен истог дана.
| Датум    | Време | Вредност у ( | Категорија () | Локација     |
| -------- | ----- | ------------ | ------------- | ------------ |
| 26. дец. | 12.45 | 0,18         | II-III        | Ниш          |
| 26. дец. | 13.15 | 0,10         | II            | Просек       |
| 27. дец. | 10.00 | 0,09         | II            | Ниш          |
| 27. дец. | 10.30 | 1,95         | V             | Просек       |
| 27. дец. | 11.30 | 0,11         | II-III        | Љубатовица   |
| 27. дец. | 12.15 | 0,019        | I             | Бела Паланка |
| 28. дец. | 8.30  | 0,13         | II-III        | Ниш          |
| 28. дец. | 9.30  | 0,17         | II-III        | Просек       |
| 28. дец. | 12.15 | 0,19         | II-III        | Љубатовица   |

Због повећања концентрације амонијака у реци Нишави, од среде 28. децембра забрањено је коришћење воде за пиће из индивидуалних бунара дуж Нишаве у околини Пирота. Концентрација амонијака била је 1,95 mg/l, што спада у V категорију површинских вода. Од 28. децембра нису забележене високе концентрације амонијум-нитрата у води Нишаве и Јужне Мораве.

## Реакције надлежних и јавности

### Надлежне службе
Одмах по добијају информације о акциденту, 25. децембра, проглашено је ванредно стање на делу територије града Пирота. Припадници сектора за ванредне ситуације, ватрогасци и полицајци, као и хитне помоћ евакуисали су грађане који су се задесили у непосредној близини хемијске несреће, током исте вечери. Укупно је евакуисано и хоспитализовано 56 особа.
Наредног дана, 26. децембра у Пироту су постављене две мобилне мерне станице за праћење квалитета ваздуха, које је обезбедило Министарство заштите животне средине. Једна је инсталирана у индустријској четврти Града, док је друга лоцирана у близини саме хемијске несреће.
Од 29. децембра започет је процес уклањања цистерни и вагона са места акцидента, када је предњих шест вагона одвучено према Белој Паланци. У петак 30. децембра, седам вагона са краја композиције је одвучено према Пироту. Цистерна из које је исцурео амонијак је у периоду од 8. 9. јануара претакана, тј. из ње је пребачен преостали амонијак у камионску цистерну, како би могла безбедно да се уклони.
Од 7. јануара започето је уклањање преврнутих цистерни, а на чему су радили стручњаци Железнице Бугарске. Комплетно уклањање и подизање вагона завршено је 14. јануара. Током јутра, 15. јануара, железнички саобраћај на прузи Ниш—Димитровград је поново успостављен, после 28 дана прекида. Због акцидента, Железнице су као меру предострожности прописале нова ограничења на делу пруге око Пирота — забрана транспорта амонијака, максималан товар до 1.200 тона и максимална брзина 20 km/h.

### Јавност и власт
Хемијски акцидент на прузи у Пироту покренуо је питање безбедности становника када су ради о превозу опасних материја преко територије Србије. МУП Републике Србије изнео је 2019. године у званичном документу које су све потенцијалне опасности и ризици од катастрофа у Србији. За потенцијалне хемијске акциденте наведене су четири локације — Новосадско пристаниште, Панчево, Димитровград и железничка станица Вуков споменик у Београду.
У Парламенту су првог дана након акцидента водила распарава о несрећи у Пироту, која је довела до полемике између посланика владајуће већине и опозиционих представника. Након још два исклизнућа воза са опасним хемикалијама (код Зајечара и Фаркаждина), Министарство  грађевинарства, саобраћаја и инфраструктуре, наложило је Железницама Србије 31. децембра, хитан ванредни преглед потенцијално опасних деоница на пругама где се превозе опасне материје.
Након што су све цистерне уклоњене са места акцидента, 16. јануара 2023. градски Штаб укинуо је ванредну ситуацију на територији Града Пирота и околних села.